# Commission du commerce équitable (Japon)
La Commission du commerce équitable (公正取引委員会, Kōsei Torihiki Iinkai, JFTC)) est le régulateur de la concurrence au Japon. C'est une commission du gouvernement japonais chargée de réglementer la concurrence économique, ainsi que l'application de la loi antimonopole. Dirigée par un président, la commission est communément appelée kōtori (公取) ou kōtorii (公取委)

## Actions
Le 13 juillet 2004, la commission a demandé à Microsoft de supprimer une clause qui, selon elle, nuit aux activités des entreprises japonaises obtenant des licences de Microsoft Windows auprès de Microsoft. Microsoft avait déjà fait face à une autre action de la JFTC lorsque les fabricants japonais ont été contraints d'inclure Microsoft Word sur de nouveaux systèmes au lieu du logiciel de traitement de texte Ichitarō.